# Great Needle Peak
Great Needle Peak (in lingua bulgara: Голям Иглен връх, Golyam Iglen Vrach, in lingua spagnola: Pico Falsa Aguja) è la vetta più elevata del Levski Ridge, nei Monti Tangra dell'Isola Livingston, delle Isole Shetland Meridionali, in Antartide. Con i suoi 1679,5 m di altezza è la terza vetta più elevata sia dell'isola che dei Monti Tangra, dopo il Monte Friesland (1700,2 m) e il St. Boris Peak 1685 m.
Si innalza al di sopra del Ghiacciaio Huron che drena la Devnya Valley a nord, del Ghiacciaio Magura a est, del Ghiacciaio Srebarna a sud e del Ghiacciaio Macy a sudovest.

## Denominazione
La denominazione in lingua spagnola Pico Falsa Aguja (False Needle Peak) risale probabilmente al 1957, mentre nella versione in lingua inglese l'aggettivo 'great' (grande) è diventata di uso comune al posto di 'false' in quanto questo imponente picco coperto da una spessa coltre di ghiaccio è difficilmente associabile al modesto Needle Peak (Pico Aguja), picco roccioso alto appena 370 m e situato in prossimità della Samuel Point che dista 8 km.
La prima ascesa e rilevazione GPS del Great Needle Peak è stata effettuata l'8 gennaio 2015 dagli alpinisti bulgari Doychin Boyanov, Nikolay Petkov e Aleksander partiti dal Campo Accademia (541 m) seguendo un percorso che passava attraverso la Lozen Saddle (437 m) e il Plana Peak (740 m). L'altezza da loro misurata di 1 679,5 m) aggiornava la precedente stima (1690 m secondo la rilevazione topografica bulgara Tangra 2004/05) e confermava che la massima elevazione dei Monti Tangra e dell'intera isola erano effettivamente i 1700,2 m  del Monte Friesland.

## Localizzazione
Il picco è situato 6,7 km a est del Monte Friesland, 3,32 km a est del versante meridionale del Levski Peak, 2,21 km sud-sudest del Plana Peak, 2,54 km a sud del Sitalk Peak, 1,84 km a sud del Tutrakan Peak, 2,15 km a sudovest del Helmet Peak, 3,32 km a nordovest della M'Kean Point e 1,29 km a nord del Serdica Peak. 

## Mappe
- South Shetland Islands. Scale 1:200000 topographic map. DOS 610 Sheet W 62 60. Tolworth, UK, 1968.
- Islas Livingston y Decepción.  Mapa topográfico a escala 1:100000.  Madrid: Servicio Geográfico del Ejército, 1991.
- S. Soccol, D. Gildea and J. Bath. Livingston Island, Antarctica. Scale 1:100000 satellite map. The Omega Foundation, USA, 2004.
- L.L. Ivanov et al., Antarctica: Livingston Island and Greenwich Island, South Shetland Islands (from English Strait to Morton Strait, with illustrations and ice-cover distribution), 1:100000 scale topographic map, Antarctic Place-names Commission of Bulgaria, Sofia, 2005
- L.L. Ivanov. Antarctica: Livingston Island and Greenwich, Robert, Snow and Smith Islands. Scale 1:120000 topographic map. Troyan: Manfred Wörner Foundation, 2010. ISBN 978-954-92032-9-5 (First edition 2009. ISBN 978-954-92032-6-4)
- Antarctic Digital Database (ADD). Scale 1:250000 topographic map of Antarctica. Scientific Committee on Antarctic Research (SCAR). Since 1993, regularly upgraded and updated.
- L.L. Ivanov. Antarctica: Livingston Island and Smith Island. Scale 1:100000 topographic map. Manfred Wörner Foundation, 2017. ISBN 978-619-90008-3-0

## Galleria d'immagini

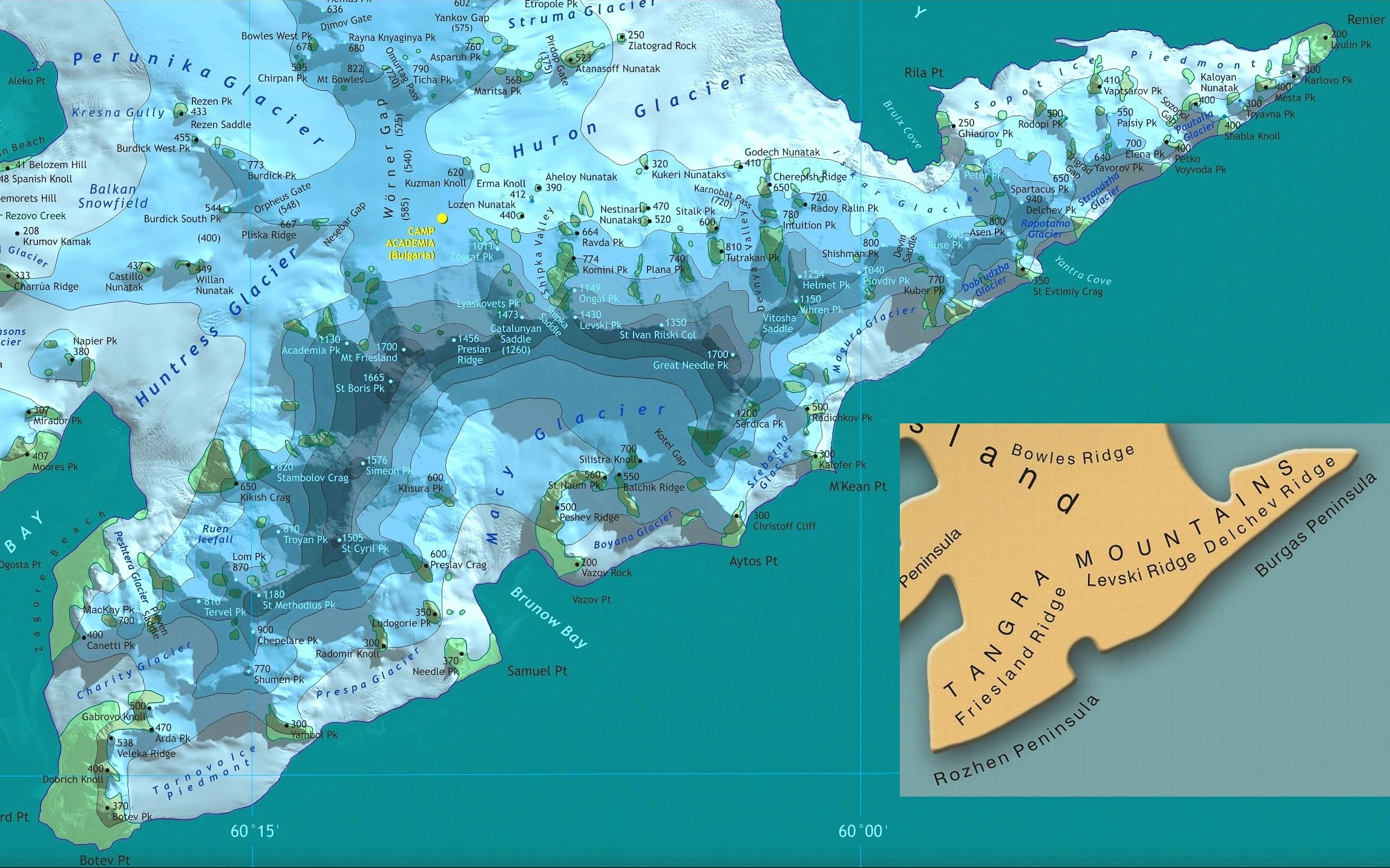
Mappa dei Monti Tangra
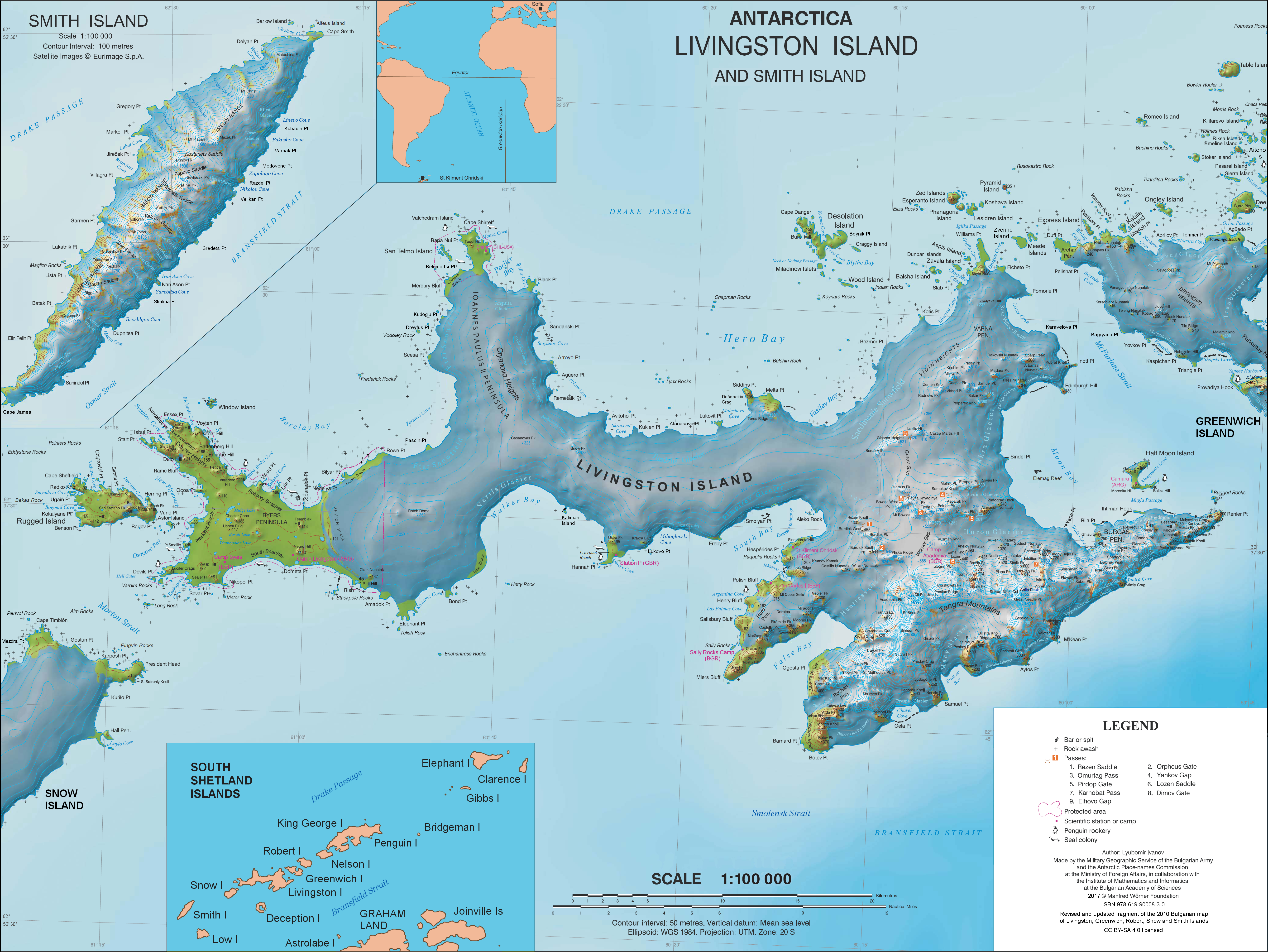
Mappa topografica dell'Isola Livingston e dell'Isola Smith
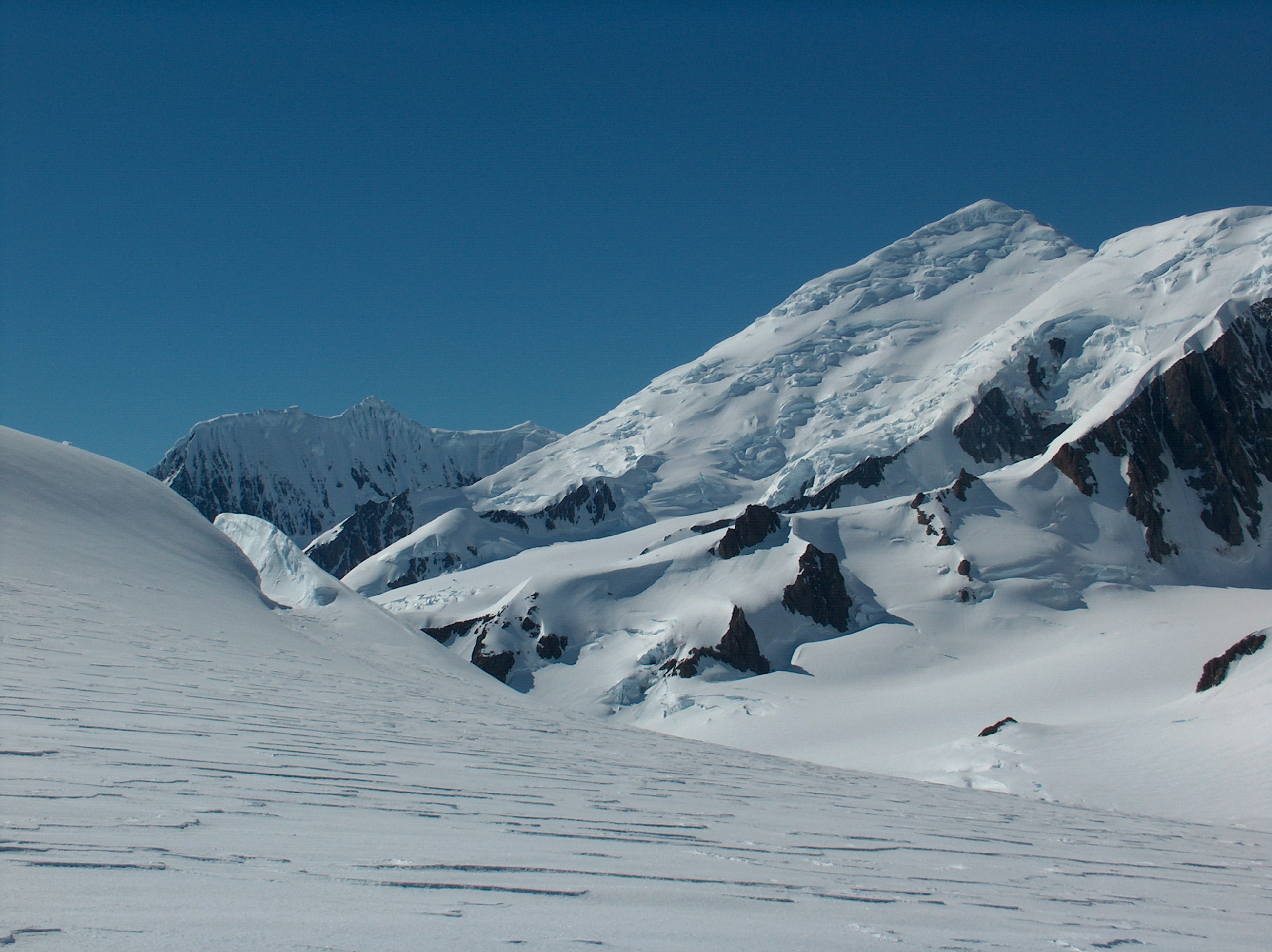
Great Needle Peak visto dal Kuzman Knoll
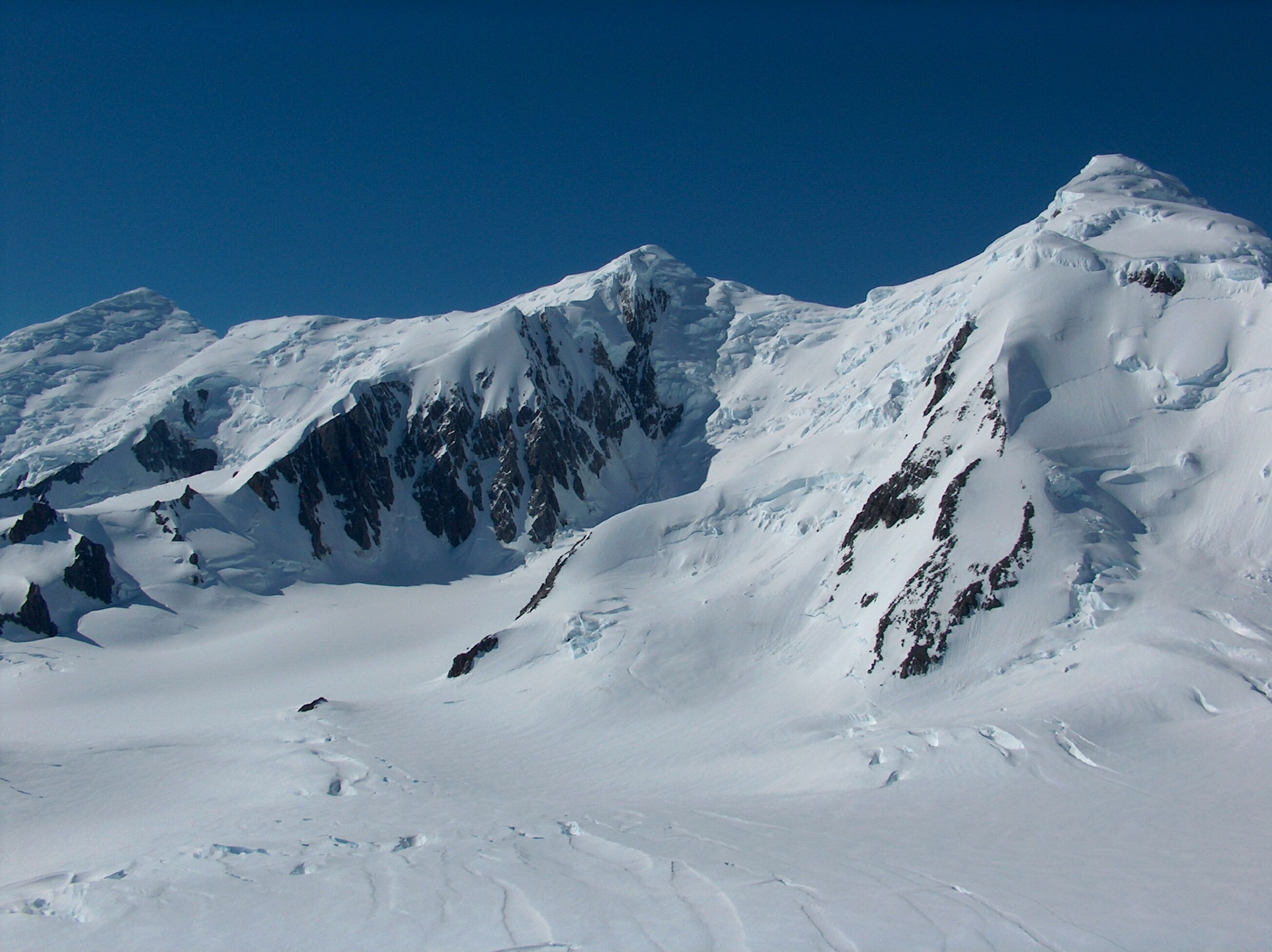
La porzione centrale dei Monti Tangra; da sx a dx: Great Needle Peak, Levski Peak e Lyaskovets Peak
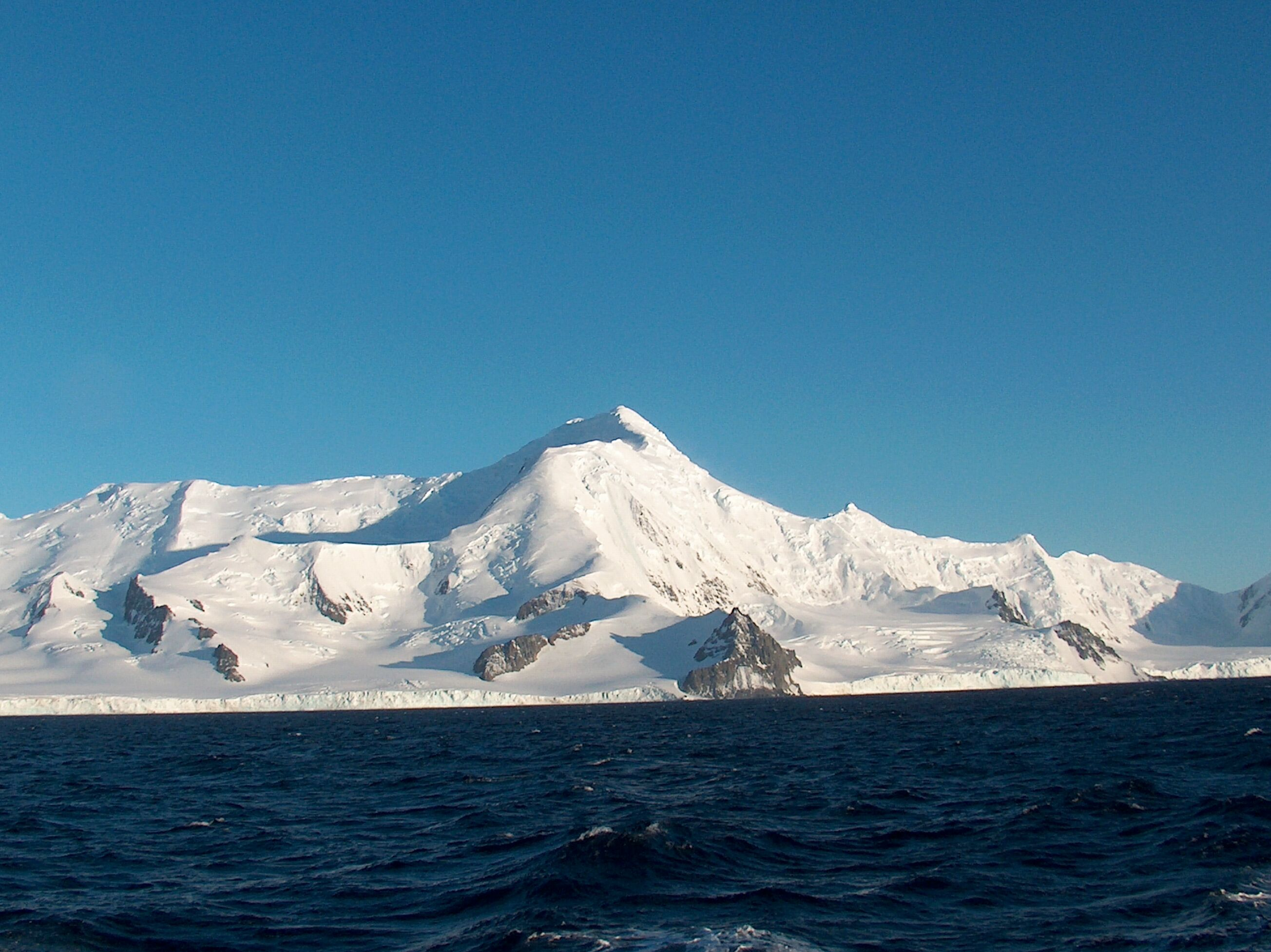
Levski Ridge dallo Stretto di Bransfield, con il Great Needle Peak al centro.
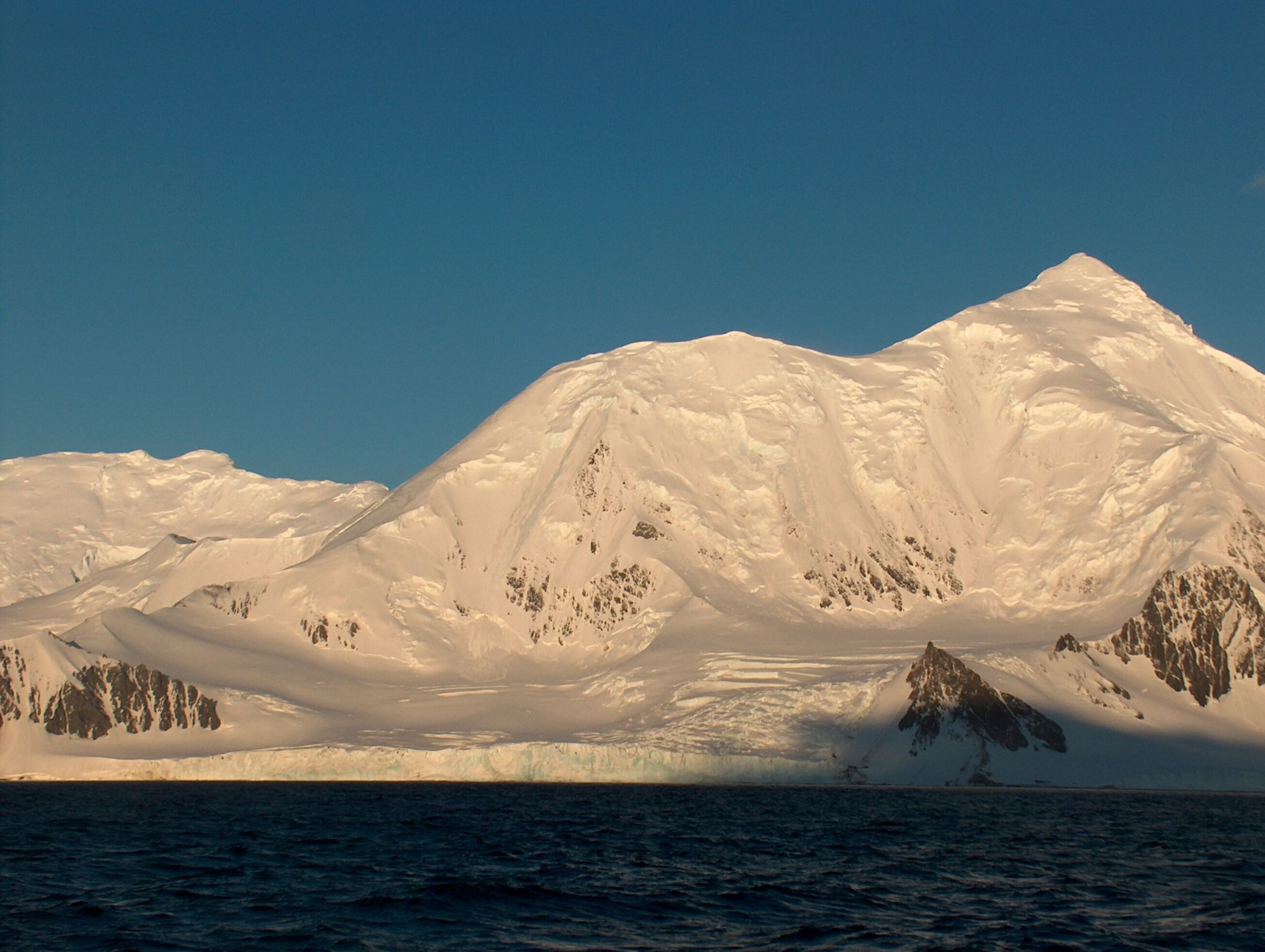
Great Needle Peak dallo Stretto di Bransfield, con Serdica Peak al centro e Monte Friesland a sx
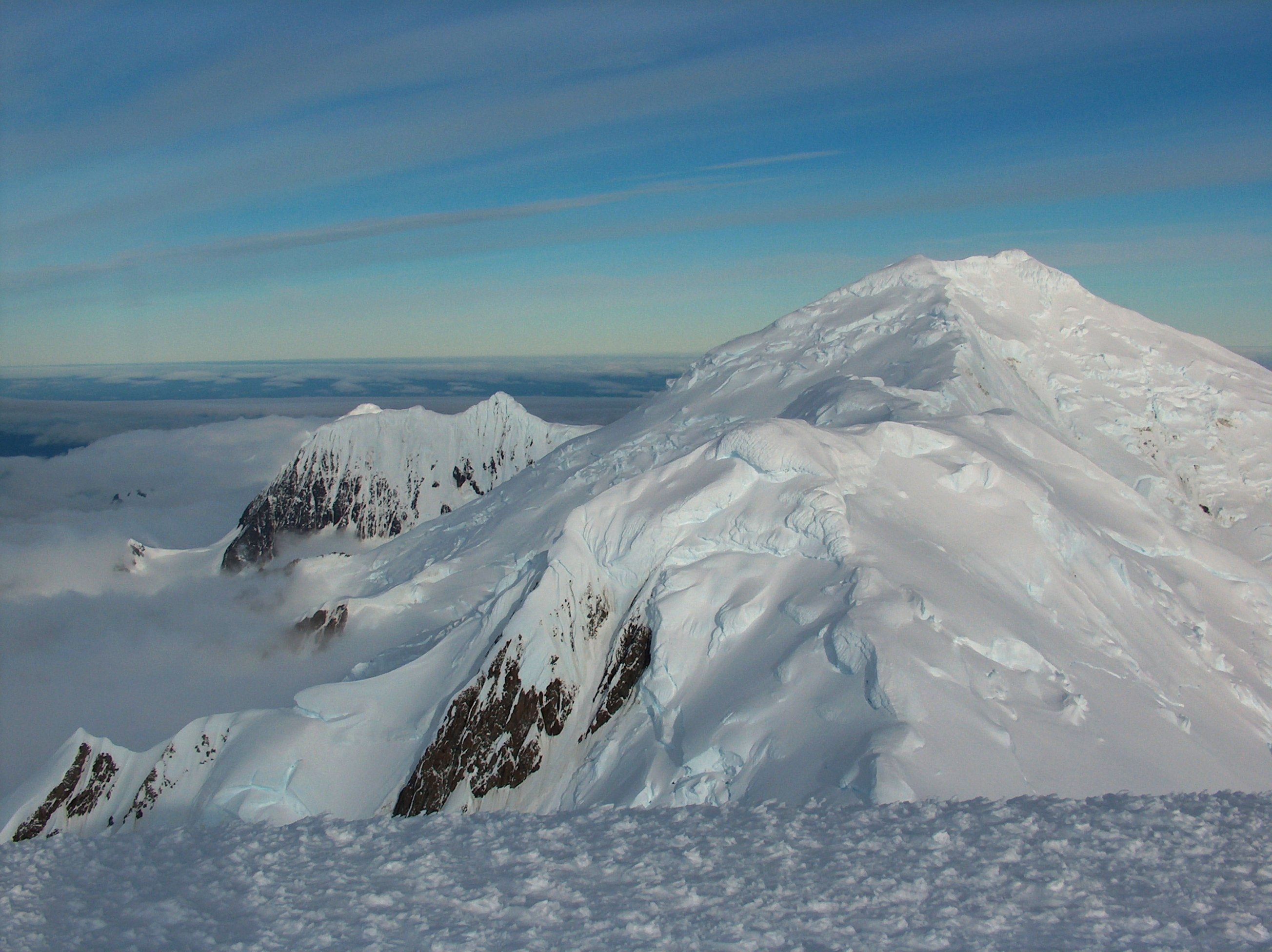
Great Needle Peak dal Lyaskovets Peak, con Levski Peak in primo piano e Helmet Peak a sx
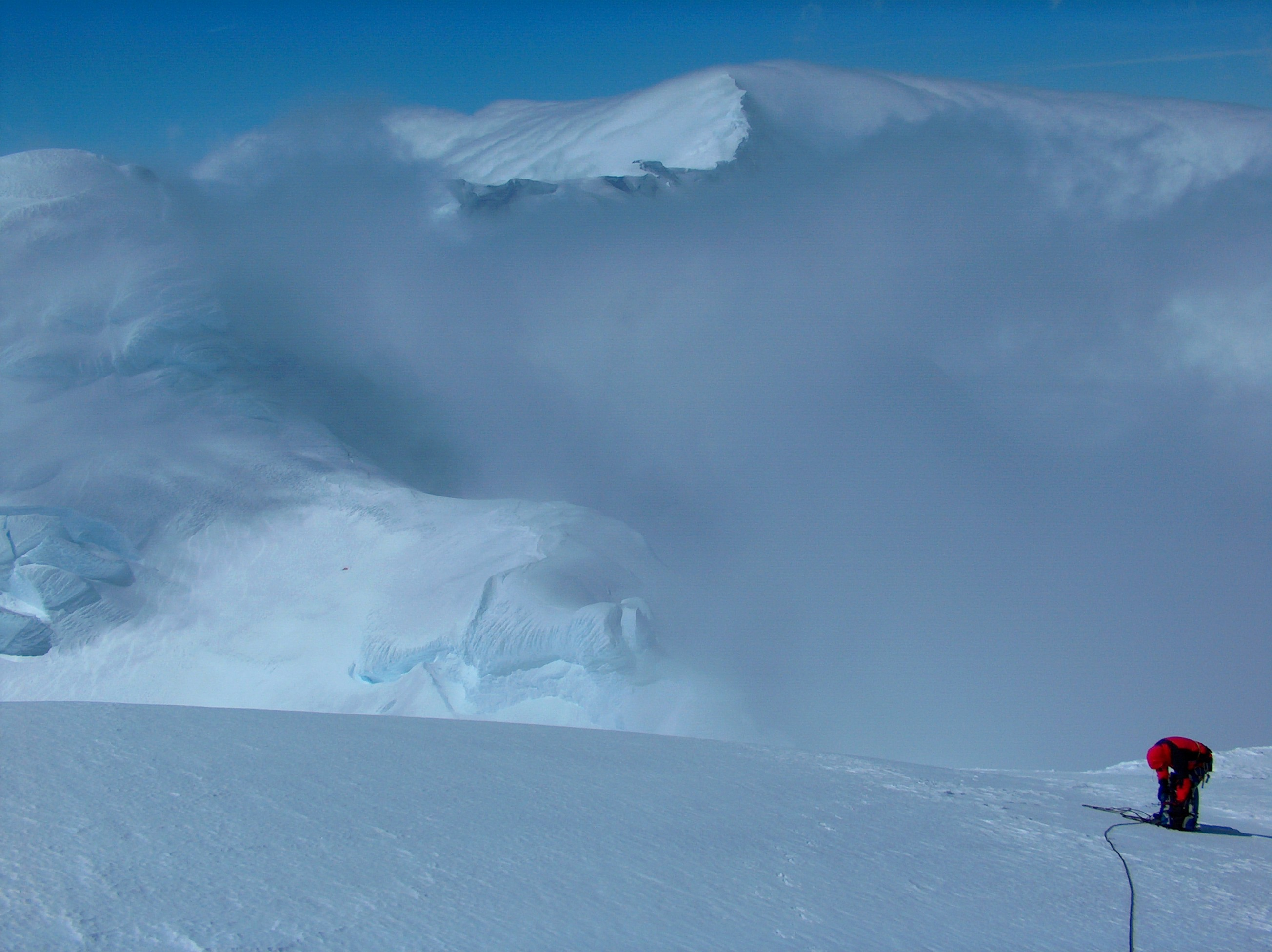
Cresta dei Monti Tangra, dal Presian Ridge in direzione est verso la Catalunyan Saddle, Lyaskovets Peak a sx e St. Ivan Rilski Col e Great Needle Peak sullo sfondo